# Карашокы (Жетысуская область)
Карашокы (каз. Қарашоқы) — село в Кербулакском районе Жетысуской области Казахстана. Административный центр Карашокинского сельского округа. Код КАТО — 194645100.

## Население
В 1999 году население села составляло 2559 человек (1291 мужчина и 1268 женщин). По данным переписи 2009 года, в селе проживало 1860 человек (956 мужчин и 904 женщины).

## Инфраструктура
С 1954 по 1997 село было центром овцеводческого хозяйства «Карашокы». На его основе в 1997 году образовано производственное объединение «Карашокы» и частные фермерские хозяйства.

## Достопримечательности
Неподалёку от села располагается курган, также носящий название Карашокы.

## Топографические карты
- Лист карты L-43-144 Карашокы  79-83  вар. Масштаб: 1 : 100 000. Указать дату выпуска/состояния местности.